# Brett McClure
Brett Dallas McClure (Yakima, 19 febbraio 1981) è un ex ginnasta statunitense.

## Palmarès

### Olimpiadi
- 1 medaglia:
  - 1 argento (Atene 2004 nel concorso a squadre)

### Mondiali
- 2 medaglie:
  - 2 argenti (Ghent 2001 nel concorso a squadre; Anaheim 2003 nel concorso a squadre)

### Goodwill Games
- 1 medaglia:
  - 1 bronzo (Brisbane 2001 nel cavallo con maniglie)